# CSA Steaua Rangers
El CSA Steaua Rangers es un equipo profesional rumano de hockey sobre hielo, perteneciente a la sociedad deportiva CSA Steaua București, y juega en la Liga rumana de hockey sobre hielo. Disputan sus partidos como local en el Patinoarul Mihai Flamaropol, con capacidad para 8 000 espectadores.

## Historia
El equipo de hockey fue fundada en 1951 como CCA Bucureşti en el seno del club polideportivo Steaua Bucureşti. En 1961, su nombre fue cambiado a CSA Steaua Bucureşti. Con 40 títulos de liga y 31 victorias en la Copa, el Steaua es el equipo de hockey sobre hielo de mayor éxito en Rumania.
En 2008 el Steaua se unió a la MOL Liga junto con el CS ProGym Gheorgheni, competición que jugaron de forma paralela a la Liga de hockey rumana. Terminaron en el sexto lugar de diez participantes. El Steaua no ingresó en la liga en 2009-10, debido a problemas financieros y volvió en 2011-12.

## Palmarés
- Campionatul Național:
  - Campeón (40): 1953, 1955, 1956, 1958, 1959, 1961, 1962, 1964, 1965, 1966, 1967, 1969, 1970, 1974, 1975, 1977, 1978, 1980, 1982, 1983, 1984, 1985, 1986, 1987, 1988, 1989, 1990, 1991, 1992, 1993, 1994, 1995, 1996, 1998, 1999, 2001, 2002, 2003, 2005, 2006

- Cupa României
  - Winners (33): 1969, 1973, 1974, 1975, 1976, 1977, 1978, 1980, 1981, 1982, 1984, 1985, 1986, 1987, 1989, 1990-primavera, 1990-otoño, 1991, 1992, 1993, 1994, 1995, 1996, 1998-primavera, 1998-otoño, 1999, 2000, 2002, 2004, 2005, 2008, 2011-otoño, 2012